# Ананенко, Алексей Михайлович
Алексе́й Миха́йлович Ана́ненко (укр. Олексій Михайлович Ананенко; род. 13 октября 1959 года в Инте, Коми АССР, РСФСР, СССР) — советский и украинский энергетик, работавший инженером-механиком на Чернобыльской АЭС. Участник ликвидации последствий аварии на Чернобыльской АЭС. Герой Украины (2019).

## Биография
Родился в 13 октября 1959 года в Инте. В 1961 году семья переехала в село Тулиновка Тамбовской области, где 1977 году Алексей окончил среднюю школу. С 1977 по 1983 годы учился в Московском энергетическом институте по специальности «Атомные электростанции и установки», квалификация — инженер-теплофизик.
В 1983—1989 годах был оператором и старшим инженер-механиком в реакторном цехе Чернобыльской АЭС. Участвовал в ликвидации последствий аварии на Чернобыльской АЭС. Вместе с Борисом Барановым и Валерием Беспаловым спускал воду из четвёртого энергоблока Чернобыльской АЭС
С 1989 по 1992 годы занимался написанием отчётов по анализу безопасности украинских АЭС в Киевском отделении института «Атомэнергопроект», в 1993—1994 годах был начальником лаборатории в научно-техническом центре по ядерной и радиационной безопасности в отделе расчётного анализа теплогидравлических процессов и вероятностного анализа безопасности АЭС. В 1994 году стал начальником аварийно-диспетчерского отдела в Госатомнадзоре Украины, затем с 1995 по 2003 годы работал в Министерстве экологической безопасности.
С апреля 2001 года по 2010 года работал в Государственном комитете ядерного регулирования Украины. В ноябре 2010 года вышел на пенсию. Однако в том же месяце временно вернулся на работу, был назначен начальником отдела международных проектов Государственного научно-технического центра по ядерной и радиационной безопасности. С мая 2011 работал на должности директора по институциональному развитию Ассоциации «Украинский ядерный форум». В апреле 2018 года вышел на пенсию.

## Награды
Алексей Михайлович был удостоен следующих наград:
- Звание Герой Украины с вручением ордена «Золотая Звезда» (27 июня 2019) — «за героизм и самоотверженные действия, проявленные при ликвидации аварии на Чернобыльской АЭС»[5][6];
- Орден «За мужество» III степени (25 апреля 2018) — «за значительный личный вклад в преодоление последствий Чернобыльской катастрофы, обнаруженные самоотверженность и высокий профессионализм, многолетнюю плодотворную общественную деятельность и по случаю Международного дня памяти о Чернобыльской катастрофе»[7];
- Орден «Знак Почёта»;
- Почётная грамота Кабинета Министров Украины (2005) — «за значительный личный вклад в создание Государственного комитета ядерного регулирования, развитие и безопасность ядерной энергетики Украины».